# منطقة راجسماند
راجسماند رمزها «RA» (بالإنجليزية: Rajsamand)‏ ، هو تقسيم إداري لدولة الهند تتبع ولاية راجاستان (بالإنجليزية: Rajasthan)‏ ، مركزها هو مدينة راجسماند (بالإنجليزية: Rajsamand)‏ عدد سكانها حسب تعداد سنة 2001 هو 986,269 ، مساحتها 3,853 كم² وكثافة السكان 256 لكل كم² .